# Pont du Gier
 (juillet 2017).
Si vous disposez d'ouvrages ou d'articles de référence ou si vous connaissez des sites web de qualité traitant du thème abordé ici, merci de compléter l'article en donnant les références utiles à sa vérifiabilité et en les liant à la section « Notes et références ».
Le pont du Gier, prolongé du pont-levis sur le canal (1844-1965), était un des vingt ponts de la commune de Rive-de-Gier, dans le département de la Loire. Il a  été construit vers 1841. En 1955, la RN 88 a été construite à la place du pont. Le pont-levis se situait à gauche du pont et servait d'écluse pour la navigation du canal. 
Il avait été commandité par la Compagnie du Canal de Givors.

## Histoire
Dès le début du XIXe siècle, le développement industriel de la cité demande la création d'une nouvelle communication plus directe entre le centre historique et le quartier du Feloin.
Un premier projet entre 1819 et 1820 situe ce pont entre la place Grenette et la place Feloin, soit trente mètres plus en aval.
À partir de 1830, malgré la concurrence du chemin de fer, la Compagnie du Canal envisage le prolongement du canal jusqu'à La Grand-Croix et doit pour cela, vers 1835, construire un pont-levis sur le canal et un pont sur le Gier. De plus, à ces deux ouvrages, il faut rajouter la couverture du Feloin entre le pont-levis et le pont de la route royale qui traverse le ruisseau à la Boirie. D'autre part, le Feloin ne peut être franchi que par la construction d'un véritable petit pont canal.
La Compagnie tergiverse jusqu'en 1838, date à laquelle elle installe une simple passerelle provisoire, qui est emportée par la crue du Gier de 1840.
Toujours en 1838, elle propose un projet, resté sans suite, d'un pont suspendu avec une pile au milieu de la rivière. Enfin en 1840, la Compagnie présente un projet modifié, approuvé le 16 novembre 1841 par le ministre des Travaux publics.
Le pont du Gier devient un pont de deux arches en maçonnerie, prolongé par un pont-levis enfin créé par la Compagnie afin de traverser le canal.
Les travaux se terminent en 1844 et en 1846, la commune réalise la couverture du Feloin. La crue de février 1851 inonde ce quartier et la municipalité demande sans succès que le pont du Gier soit reconstruit avec une seule arche.
Un rapport de l'ingénieur des Travaux publics du 2 octobre 1926 juge très sévèrement la construction du pont-levis : « Ce pont, établi sur le canal de Givors n'a qu'une voie charretière et est très ancienne. Sson tablier, en partie en bois, n'a pas été étudié pour supporter de lourdes charges et il ne répond plus, à ce point de vue, aux besoins de la circulation actuelle ». La réparation étant jugée trop coûteuse, il conseille de limiter la vitesse des véhicules, la charge des véhicules à 4 roues ne devant pas dépasser les 2 tonnes.
En 1930, un projet d'élargissement des ponts est établi, pour un coût de 44 720 francs, mais la subvention n'est pas acceptée par la commission des jeux.
Le pont-levis disparaît avec le comblement du canal en 1935 ; en 1955, le pont du Gier se fond dans la 2e tranche de la couverture du Gier. 

### Description

#### Pont sur le Gier
Le pont comportait deux arches en anse de panier en maçonnerie. La portée des arches était de 9,35 mètres chacune. 
Il était long de 21 mètres pour 5,40 mètres de largeur (une chaussée de 3,20 mètres et deux trottoirs de 1,10 mètre chacun)  ; la hauteur sous clé était d'environ 4,50 mètres. 

#### Pont-levis
Composé d'une structure métallique avec une chaussée en platelage en bois, sa longueur était de 6 mètres pour 2,50 mètres de largeur de la chaussée.

## Images

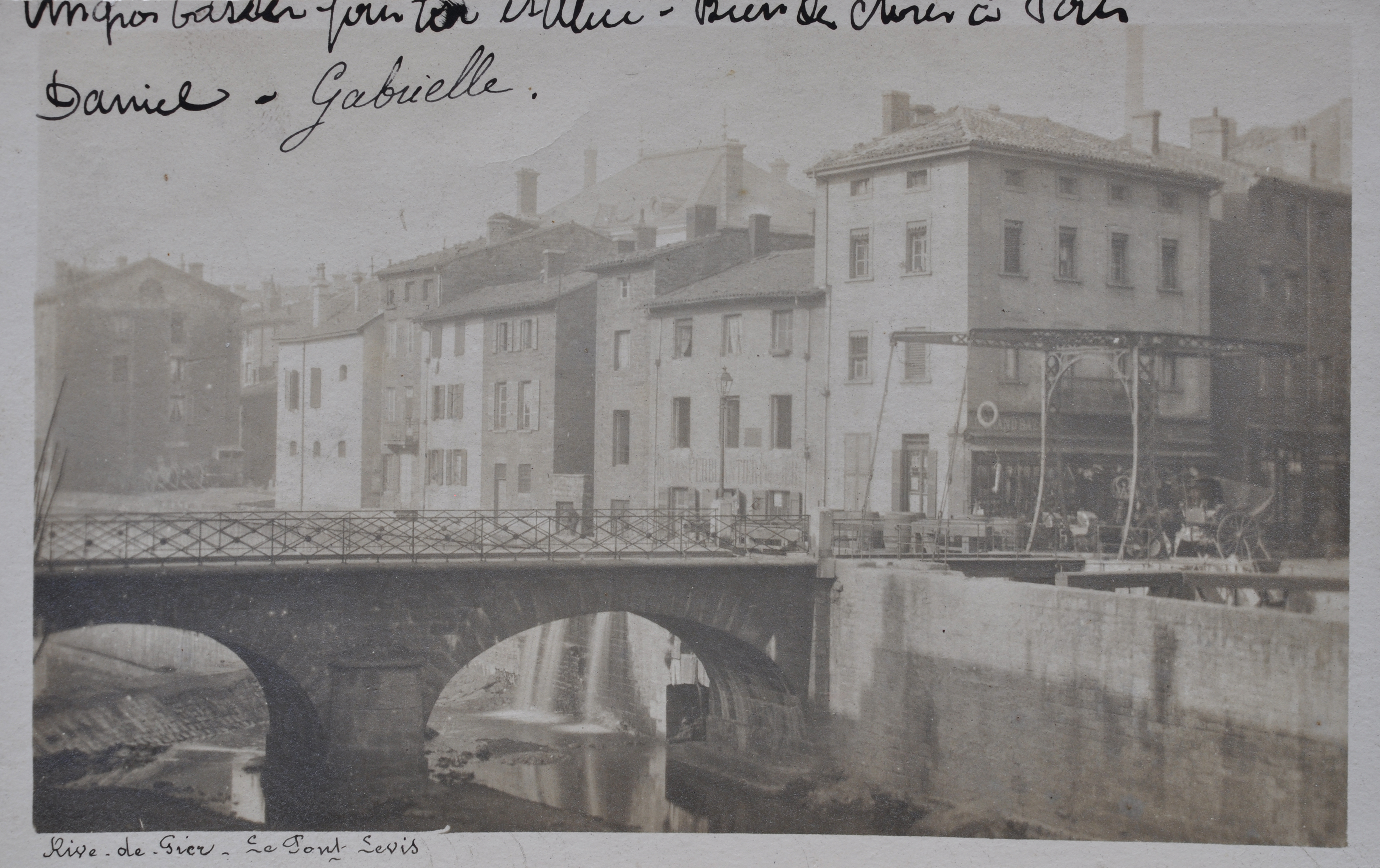
Carte postale Pont du Gier & Pont levis
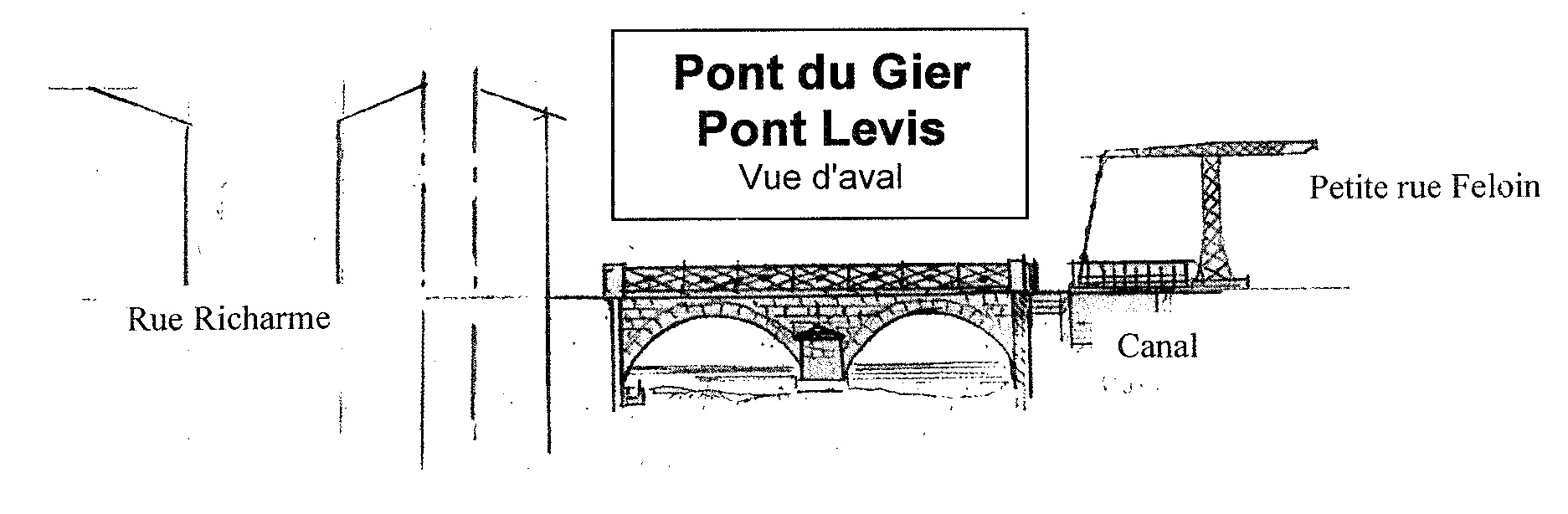
Croquis Pont du Gier & Pont levis de Jean Thonnérieux
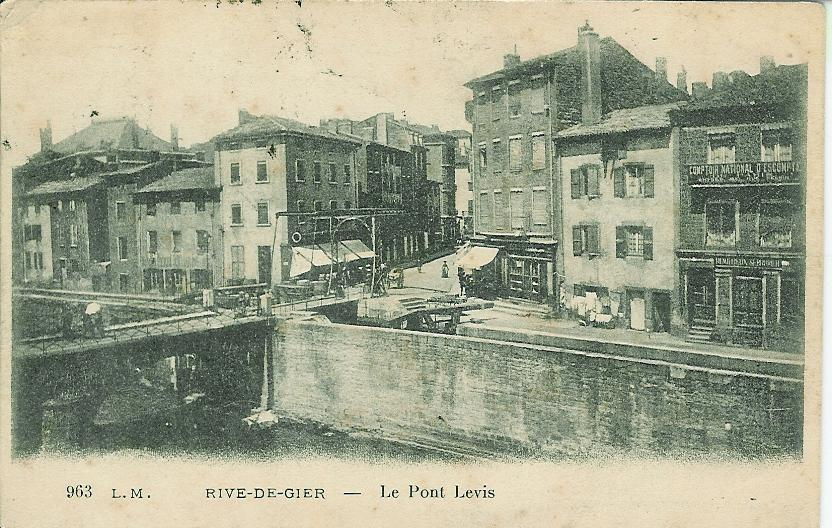
Carte Postale Pont du Gier, Pont Levis
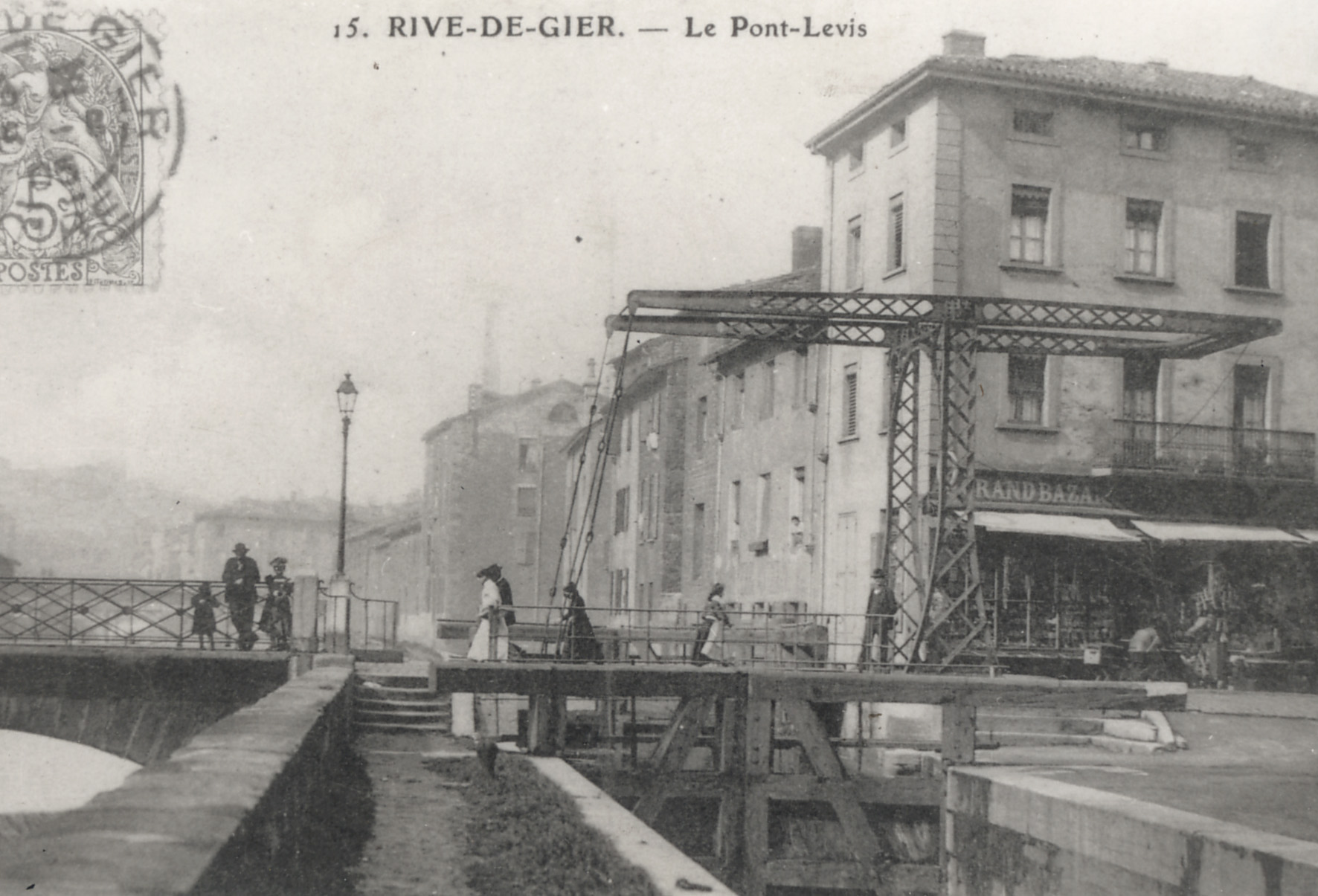
Vue sur le Pont levis.